# KTorrent
KTorrent è un client BitTorrent per KDE sviluppato in C++ usando il toolkit Qt. KTorrent fa parte di KDE Extragear. L'interfaccia è tradotta in lingua italiana.

## Funzionalità
- Core
  - Possibilità di controllare la velocità di invio e scaricamento.
  - Supporto dei server traccia UDP.
  - Possibilità di scegliere quale file scaricare e assegnazione priorità file
  - Protocollo crittografato.
  - DHT.
  - Possibilità di cambiare la directory di scaricamento in corsa.
  - Limiti velocità sia globali che per singoli torrent.
  - Controllo spazio disco residuo, politiche di scaricamento.
- Plugin
  - Import: importa file parzialmente scaricati.
  - Bandwith Scheduler: pianificatore della banda.
  - Scan Folder: carica automaticamente da una cartella i torrent.
  - Filtro indirizzi IP.
  - UPnP (Universal Plug and Play).
  - Ricerca sul web (con tab). Usa ad es. il motore di ricerca di BitTorrent (con Konqueror attraverso KParts).
  - RSS Feeds: abbonamento a feed RSS per i torrent.
  - Zeroconf: trova torrent sulla LAN.
  - Statistiche (Krzysztof Kundzicz).
  - Interfaccia Web.

## Controversie
Alcuni tracker privati bittorrent hanno bandito questo client perché, prima della versione 2.0, inviava statistiche errate. Nonostante l'errore sia stato corretto, non tutti i tracker hanno cessato la discriminazione anche se ormai è raro incorrere in un ban. Alcuni tracker hanno bandito solo le vecchie versioni ma consentono l'uso di quelle più recenti (perlomeno a partire dalla 4.0.0).